# Hylyphantes graminicola
Espèce
Synonymes
- Linyphia graminicola Sundevall, 1830
- Micryphantes rubripes C. L. Koch, 1833
- Erigone dentifera Westring, 1861
- Erigone decens Thorell, 1871
- Erigone birmanica Thorell, 1895
- Erigone fasciata Thorell, 1898
- Erigone hua Dönitz & Strand in Bösenberg & Strand, 1906
- Erigone orientalis Simon, 1909
- Erigone tonkina Simon, 1909
- Tmeticus yunnanensis Schenkel, 1963

Hylyphantes graminicola est une espèce d'araignées aranéomorphes de la famille des Linyphiidae.

## Distribution
Cette espèce se rencontre en Europe, en Russie jusqu'en Extrême-Orient russe, au Japon, en Corée du Sud, en Chine, au Viêt Nam, au Laos, en Thaïlande, en Birmanie et au Népal.

## Description
Les mâles mesurent de 2,25 à 3 mm et les femelles de 2,5 à 3,5 mm.

## Systématique et taxinomie
Cette espèce a été décrite sous le protonyme Linyphia graminicola par Sundevall en 1830. Elle est placée dans le genre Erigone par Westring en 1851, dans le genre Neriene par Blackwall en 1852, dans le genre Gongylidium par Simon en 1881, dans le genre Tmeticus par Bösenberg en 1902, dans le genre Erigonides par Strand en 1907, dans le genre Erigonidium par Locket et Millidge en 1953 puis dans le genre Hylyphantes par Wunderlich en 1970.
Erigone hua a été placée en synonymie par Eskov en 1992.
Erigone orientalis et Erigone tonkina ont été placées en synonymie par Tu et Li en 2004.
Tmeticus yunnanensis a été placée en synonymie par Tu, Li et Rollard en 2005.
Erigone fasciata a été placée en synonymie par Tanasevitch en 2010.
Erigone birmanica a été placée en synonymie par Tanasevitch en 2014.
Erigone decens a été placée en synonymie par Breitling, Lemke, Bauer, Hohner, Grabolle et Blick en 2015.

## Publication originale
- Sundevall, 1830 : « Svenska spindlarnes beskrifning. » Bihang till Kongliga Svenska Vetenskaps-Akademiens Handlingar, vol. 1829, p. 188-219.